# Eric McKenzie
Eric McKenzie, né le 28 août 1958 à Kawerau, est un coureur cycliste néo-zélandais. Il fut l'un des premiers néo-zélandais professionnel en Europe.

## Biographie

### Carrière
Eric McKenzie est né à Kawerau dans l'île du nord de la Nouvelle-Zélande. Il se passionne très tôt pour le cyclisme, en particulier le Tour de France qu'il découvre durant son enfance. Dès lors, il souhaite devenir cycliste professionnel en Europe pour pouvoir courir la plus grande course cycliste au monde. Il débute comme souvent en Océanie par la piste où il devient l'un des meilleurs représentant en tandem, ce qui lui vaut de participer aux Jeux du Commonwealth en 1978. 
L'année suivante, il remporte le Tour de Southland, la course la plus cotée de Nouvelle-Zélande avant de partir pour la Belgique afin d'aller se confronter aux coureurs européens. Après deux saisons en amateurs où il se fait connaître en tant que redoutable sprinteur, il passe professionnel dans l'équipe Capri-Sonne où il est encadré par Rudy Pevenage et Peter Winnen. McKenzie justifie sa réputation de bon sprinteur en obtenant trois places parmi les dix premiers lors de son premier Tour de France. Un mois plus tard, il participe à ses premiers championnats du monde au terme d'une très belle première saison malgré un contrôle antidopage positif au terme du Grand Prix de Zurich qu'il avait remporté.
L'année suivante, il participe de nouveau au Tour de France mais il est contraint à l'abandon lors de la première étape de montagne après avoir terminé deux fois troisième d'étape. Il est victime d'une grave chute lors de laquelle il se sectionne un nerf de la jambe. Il fait une saison 1984 blanche.
L'année 1985 est bien meilleure. Après avoir encore participé au Tour de France où il s'illustre de nouveau dans les arrivées massives, il participe de nouveau au championnat du monde, qu'il termine.
L'année suivante, il participe une dernière fois au Tour de France après un beau début de saison. Il abandonne le Tour lors d'étape de l'Alpe d'Huez. À la fin de cette année 1986 son contrat n'est pas renouvelé. Il retourne alors en Nouvelle-Zélande où il court jusque dans les années 2000 en amateur.

### Reconversion
Depuis la fin de sa carrière professionnelle. Il a repris ces études pour pouvoir dessiner ses propres cadres et vélos. Ainsi, depuis plusieurs années, il dessine ses propres cadres sous la marque EMC2 by Eric Mckenzie.
Il est par ailleurs devenu directeur sportif de sa propre équipe amateur.

## Palmarès sur piste
- 1978
  - 4e des Jeux du Commonwealth en tandem

## Palmarès sur route
- 1979
  - Tour of Southland

- 1982
  - 3e du GP Union Dortmund
  - 3e du Tour du Nord-Ouest de la Suisse

- 1985
  - 3e du Grand Prix Jef Scherens

- 1986
  - 3e du Tour de l'Oise et de la Somme

## Résultats sur les grands tours

### Tour de France
- 1982 : 87e
- 1983 : abandon à la 10e étape
- 1985 : 127e
- 1986 : abandon à la 18e étape